# Синтезатор

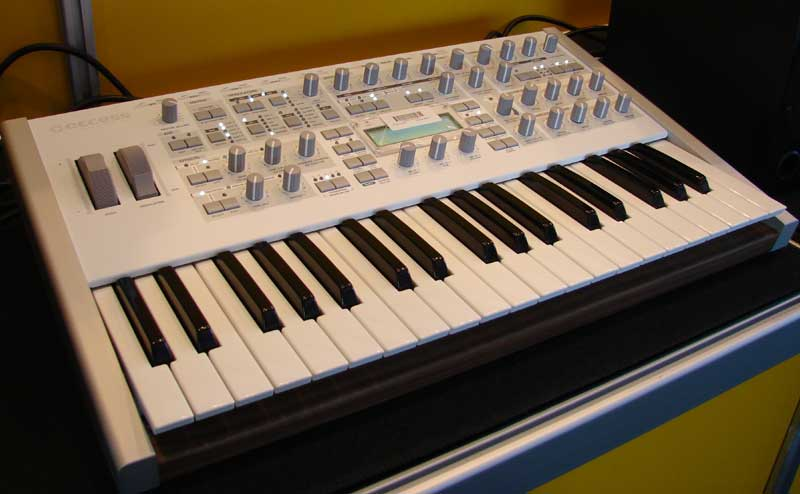
Синтезатор с аналоговым моделированием Access Virus Ti Polar

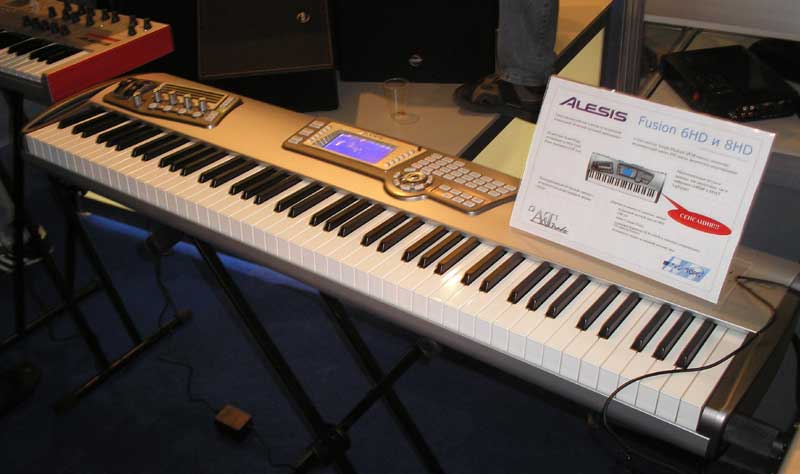
Рабочая станция Alesis Fusion HD8

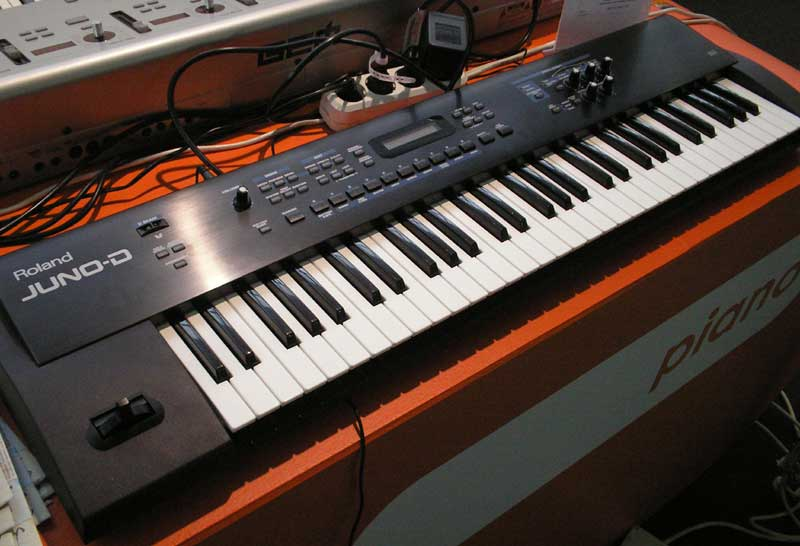
Исполнительский синтезатор Roland Juno D

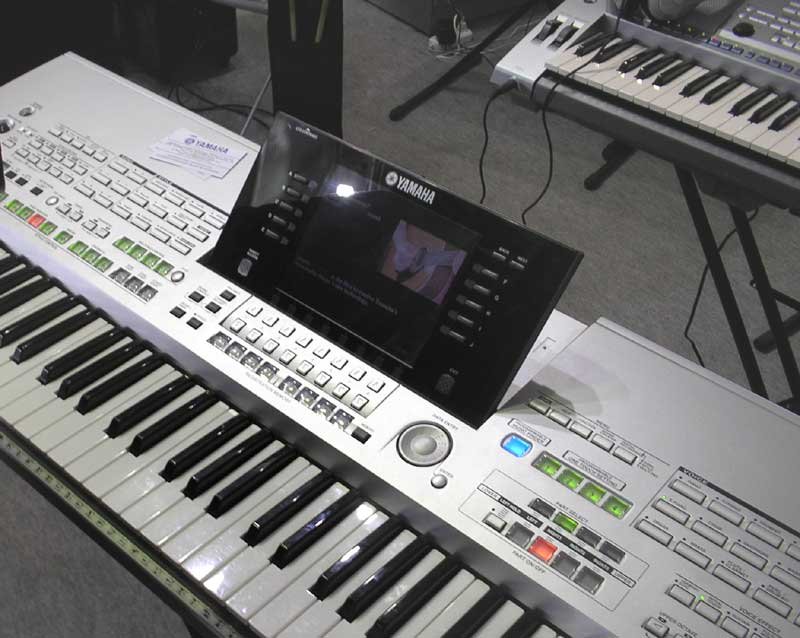
Интерактивный синтезатор Yamaha Tyros

Синтезатор — электронный музыкальный инструмент. Многие синтезаторы совмещены в одном корпусе с клавиатурой, являясь, таким образом, клавишным музыкальным инструментом.

## Типы синтеза
В зависимости от способа генерации звуковых волн и их преобразования синтез звука можно классифицировать следующим образом:

### Суммирующий
Суммирующий (аддитивный) синтез, в котором используется принцип суперпозиции (наложения) нескольких волн простой (обычно синусоидальной) формы с различными частотами и амплитудами. По аналогии с электроорганами эти волны называются регистрами и обозначаются, как 16' (тон на октаву ниже взятого), 8' (исходный тон), 4' (тон на октаву выше взятого) и т. д. (цифра представляет собой длину трубы соответствующего регистра органа в футах). В чистом виде встречается у электроорганов (Hammond, Farfisa) и их цифровых эмуляторов (Korg CX-3, Roland VK-8 и т. д.). Звучание инструмента тем богаче, чем большее количество регистров использовано в конструкции.

### Вычитающий
Вычитающий (субтрактивный, разностный) синтез, в котором исходная волна произвольной формы изменяет тембральную окраску при прохождении через разнообразные фильтры, генераторы огибающих, процессоры эффектов и т. д. Как подмножество данный тип синтеза широко применяется практически во всех современных моделях синтезаторов.

### Операторный
Операторный (англ. Frequency Modulation, FM — частотно-модуляционный) синтез, в котором происходит взаимодействие (частотная модуляция и суммирование) нескольких волн простой формы. Каждая волна вместе со своими характеристиками называется оператором, определённая конфигурация операторов составляет алгоритм. Чем большее количество операторов использовано в конструкции синтезатора, тем богаче становится звучание инструмента. Например, популярный по сей день синтезатор Yamaha DX7 (1983 год выпуска) обладает 6 операторами, для коммутирования которых служат 32 различных алгоритма.

### Физ
Физический синтез, в котором за счёт использования мощных процессоров производится моделирование реальных физических процессов, протекающих в музыкальных инструментах того или иного типа. Например, для духовых свистковых инструментов типа флейты параметрами будут длина, профиль и диаметр трубы, скорость воздушного потока, материал корпуса; для струнных инструментов — размер корпуса, материал, длина и натяжение струн и т. д. Физический синтез используют такие инструменты, как Yamaha VL-1, Roland V-Piano, Korg OASYS, Alesis Fusion и т. д.

### Семплерный
Семплерный (англ. sample-based) синтез — звук генерируется за счёт воспроизведения записанных ранее в память инструмента звуковых фрагментов (семплов). Используется для воспроизведения реальных музыкальных инструментов, человеческого голоса, а также элементарных звуковых волн (синусоидальная, треугольная, или квадратная), генерированных аналоговыми синтезаторами. Дальнейшая обработка звука может происходить субтрактивным или аддитивным методом.
Для повышения реалистичности могут использоваться мультисемплы — несколько десятков отдельных семплов одного и того же инструмента, записанных для отдельных диапазонов нот (key range), в идеале для каждой отдельной ноты, и также для нескольких слоёв громкости (velocity layer) или наложенных слоёв, содержащих дополнительные эффекты (например, резонанс струнной деки пианино, или звук отпускания клавиш клавесина). Этот подход позволяет улучшить реалистичность воспроизведения, избежав аппаратной интерполяции высоты тона, и также реализовать нюансы артикуляции, которые невозможно воспроизвести фильтрами и генераторами огибающих.
Первые семплерные инструменты появились в конце 1970-х — Fairlight CMI, Synclavier компании New England Digital, E-mu Emulator — и представляли собой специализированные музыкальные микрокомпьютеры. Высокая стоимость этих инструментов препятствовала их широкому распространению. С развитием микропроцессорной технологии, появились более доступные модели, такие как Korg M1, Ensoniq SD-1, Yamaha SY99 и другие.

### Волновой
Волновой (англ. Wavetable) синтез — вариант семплерного синтеза, в котором звук генерируется за счёт воспроизведения последовательности случайных элементарных семплов. Каждый из семплов может принадлежать к одной группе и отличаться незначительно, что позволяет варьировать экспрессивность воспроизведения; также семплы могут радикально отличаться друг от друга, что позволяет создавать необычные тембры.

### Гибридный
Гибридный синтез, в котором применяется та или иная комбинация различных способов синтеза звука, например «суммирующий + вычитающий», «волновой + вычитающий», «операторный + вычитающий» и т. д. Большинство современных инструментов создаётся именно на основе гибридного синтеза, так как он обладает очень мощными средствами для варьирования тембра в самых широких пределах.

### Ре-синтез
«Ре-синтез» (англ. Resynthesis), где записанные в память синтезатора реальные волновые формы анализируются при помощи искусственной нейронной сети и преобразуются в цифровые модели с выделением определённого пакета управляемых «характеристик». Каждый модуль подобного синтезатора называется «ресинатором» (resynator). Для управления звуком в реальном времени используется как прямое управление выделенными параметрами одного ресинатора, так и «связывание» между собой пары параметров разных ресинаторов (например, «дыхание» флейтоподобного тембра и вибрато тембра в духе скрипки). Таким образом создаются очень сложные и одновременно легко управляемые тембровые конфигурации. Единственный на сегодняшний день синтезатор подобного типа — Hartmann Neuron.

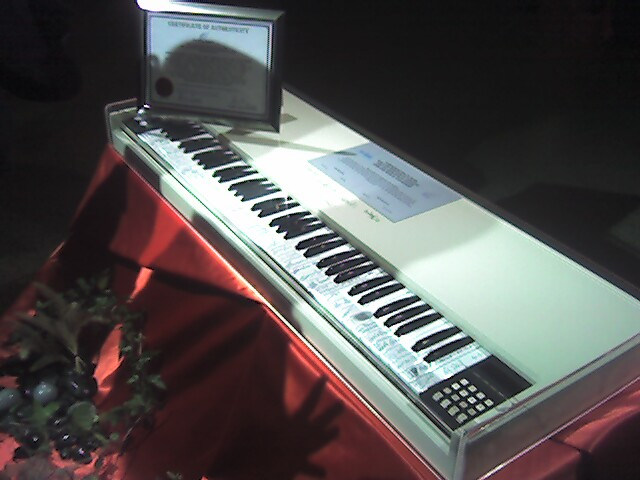
Синтезатор Fairlight CMI, 1979 года выпуска

## Виды синтезаторов
В зависимости от используемой технологии синтезаторы можно разделить на следующие категории:

### Аналоговые синтезаторы
Реализуют аддитивный и субтрактивный типы синтеза. Главная особенность данной категории заключается в том, что для генерации и обработки звука используются физические процессы, протекающие в электрических цепях. Изменения электрического сигнала, вызываемые этими процессами, после усиления и воспроизведения через наушники или динамики и создают звук. Отдельные электрические цепи, реализующие определённый процесс (например, осциллирование, фильтрацию, модуляцию), часто реализуют в виде самостоятельных модулей. Соединение различных модулей синтезатора производится при помощи специальных кабелей — patch-проводов, отсюда «патч» — обиходное название определённого тембра синтезатора среди музыкантов. Аналоговые синтезаторы могут содержать цифровые компоненты в цепях управления параметрами синтеза. Основные достоинства аналоговых синтезаторов заключаются в том, что все изменения характера звучания во времени, например, движение частоты среза фильтра, происходят исключительно плавно (непрерывно). К недостаткам относятся высокий уровень шума; проблема нестабильности настройки в настоящее время преодолена.
Наивысшего расцвета аналоговые синтезаторы классической архитектуры достигли в конце 1970-х — начале 1980-х гг. Некоторые инструменты той эпохи стали культовыми, к примеру Minimoog Model D, Sequential Circuits Prophet~5, Oberheim OB-8, ARP Quadra, Roland Jupiter-8, Yamaha CS-80.
С середины 2000-х наблюдается возвращение интереса музыкантов к данной категории инструментов. К наиболее известным, используемым в наше время аналоговым синтезаторам относятся: Moog серии Phatty, Dave Smith Instruments Prophet `08, Elektron Analog Four, Arturia Minibrute, Korg Minilogue, Korg MS-20 mini.

### Фотоэлектронные синтезаторы
К этой разновидности относится первый в мире синтезатор «АНС», сконструированный советским инженером Евгением Мурзиным в 1958 году. В 1959 году Мурзин получил на своё изобретение авторское свидетельство. Он обозначил синтезатор аббревиатурой «АНС» — в честь композитора Александра Николаевича Скрябина. Принцип действия фотоэлектронного синтезатора основан на используемом в кинематографе методе оптической записи звука. При оптической записи звуковой сигнал управляет световым потоком, который создаёт на киноплёнке засвеченную полоску переменной ширины или плотности. Для воспроизведения оптической фонограммы используется источник света и фотоэлемент, между которыми протягивается киноплёнка. Изменение яркости светового потока при прохождении через киноплёнку вызывает изменение тока через фотоэлемент. Полученный электрический сигнал усиливается и воспроизводится через громкоговоритель. В синтезаторе АНС данный метод применяется для генерирования звука и записи музыкальной партитуры.

### Виртуально-аналоговые синтезаторы
Представляют собой цифровые синтезаторы, моделирующие физические процессы генерации звука в электрических схемах традиционных аналоговых синтезаторов при помощи цифровых сигнальных процессоров и программного обеспечения. Также могут называться синтезаторами «физического моделирования». Первые подобные инструменты массово стали появляться в середине 1990-х гг. Наиболее известные среди них: Nord Lead, Yamaha AN1x, Roland JP-8000, Access Virus, Korg Prophecy, Korg MS2000, Korg Microkorg, Novation Supernova, Alesis Micron, Waldorf Blofeld, Studiologic Sledge.

### Цифровые синтезаторы
Включают в себя собственно цифровые синтезаторы, а также их вариации: виртуальные синтезаторы-плагины/standalone и интерактивные синтезаторы. Они реализуют разнообразные типы синтеза. Для генерации и обработки звука используются математические модели как реальных, так и абстрактных процессов, например, осциллирования, фильтрации, модуляции и т. д. Эти модели реализуются с помощью специализированных логических схем с фиксированным алгоритмом работы, с помощью цифровых сигнальных процессоров, либо с помощью центрального процессора, выполняющего определённую программу. Результат моделирования, представляющий собой числовую последовательность, попадает на цифро-аналоговый преобразователь, где преобразуется в электрический сигнал. Этот сигнал после усиления и воспроизведения через наушники или динамики и создаёт звук. По сути, цифровой синтезатор представляет собой узкоспециализированный компьютер. Наиболее передовые модели современных цифровых синтезаторов (Korg OASYS, Roland Fantom, Yamaha Motif), подобно персональным компьютерам, позволяют обновлять операционную систему, содержат страничные меню, встроенные справочные файлы, скринсейверы и т. д. Виртуальные синтезаторы являются разновидностью цифровых синтезаторов, однако они представляют собой особый вид программного обеспечения. Для создания звука используются центральный процессор и оперативная память персонального компьютера, а для вывода звука на воспроизводящее устройство используется звуковая карта ПК. Виртуальные синтезаторы могут представлять собой как самостоятельные (stand-alone) программные продукты, так и плагины (plug-ins) определённого формата (VST, DXi, RTAS, TDM, LADSPA и т. д.), предназначенные для запуска внутри программы-хоста, обычно многоканального рекордера (Cubase VST, Cakewalk Sonar, Logic Pro, Pro Tools, Ardour, FL Studio и т. д.). Высокая доступность обусловливает растущую популярность виртуальных синтезаторов, в том числе моделей реально существующих инструментов (например, Native Pro53 — эмулятор синтезатора Prophet, Novation V-Station — эмулятор синтезатора Novation K-Station, Korg Legacy — эмуляторы синтезаторов Korg M1, Wavestation, PolySix, MS20 и т. д.).

### Синтезаторы с автоаккомпанементом
Синтезаторы бывают оснащены встроенными стилями автоматического аккомпанемента, компенсирующего недостатки одиночного музицирования в отсутствие других исполнителей. Возможности такого синтезатора (именуемого на жаргоне «самоиграйкой») в плане создания ансамблевого звучания одним исполнителем более ограниченные, чем у музыкальных рабочих станций и аранжировщиков. Примером синтезатора с автоаккомпанементом может служить советский аналоговый ЭМИ «Лель-0041».

### Простейшие синтезаторы

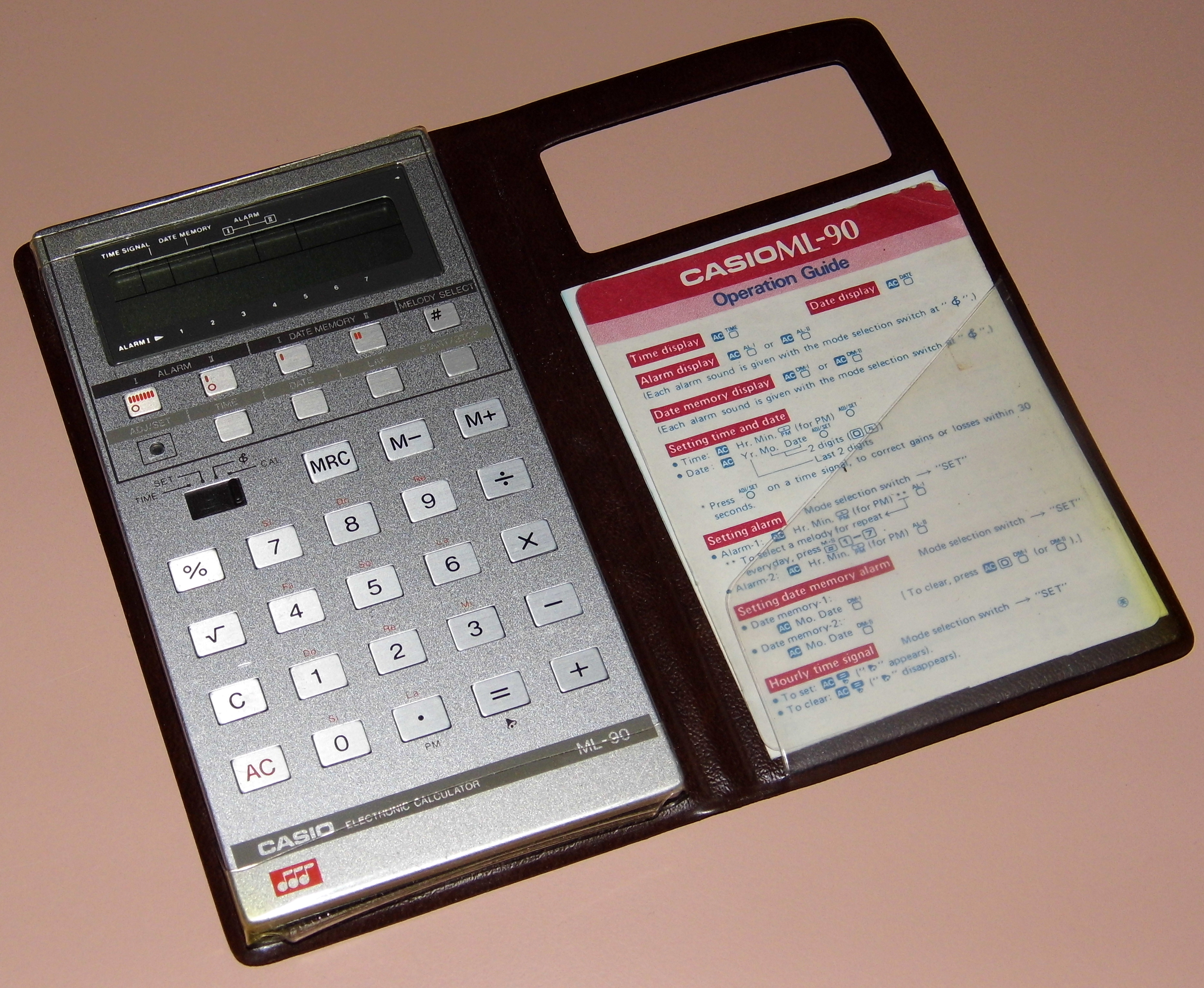
Калькулятор Casio ML-90 с простейшим синтезатором

С развитием микроэлектроники начиная с конца 1970-х годов выпускаются простейшие синтезаторы как в виде отдельных инструментов, так и являющиеся составной частью других устройств, например, калькуляторов. Такие синтезаторы обычно позволяют воспроизводить только один тон одновременно.

## Составляющие современного цифрового синтезатора
Управление современного профессионального синтезатора представляет собой сложный процесс, связанный с контролем нескольких сотен, а то и тысяч разнообразных параметров, отвечающих за те или иные аспекты звучания. Некоторые параметры могут управляться в реальном времени при помощи вращающихся регуляторов, колёс, педалей, кнопок; другие параметры служат для заранее запрограммированного изменения во времени тех или иных характеристик. В связи с этим тембры (патчи) цифровых синтезаторов также часто называют программами.
- Клавиатурный и динамический трекинг используются для отслеживания позиции и скорости нажатия на клавишу. Например, при движении от нижних клавиш к верхним тембр может плавно измениться от виолончели до флейты, причём при более энергичном нажатии на клавишу к общему звучанию добавляются литавры.
- Огибающая применяется для непериодического изменения определённого параметра звучания. Обычно график огибающей является ломаной линией, состоящей из секций атаки (Attack), спада (Decay), поддержки (Sustain) и затухания (Release) (см. также: ADSR-огибающая), однако в различных моделях синтезаторов встречаются как более простые (ADR), так и более сложные многостадийные огибающие. Общее количество огибающих представляет собой важную характеристику синтезатора.
- Фильтр служит для вырезания из общего спектра сигнала определённой полосы частот. Зачастую фильтр также оборудуется резонансом, позволяющим резко усилить полосу частот на границе срезания. Изменение характеристик фильтра при помощи регуляторов реального времени, клавиатурного трекинга и/или огибающих позволяет получать разнообразные варианты звучания. Общее количество фильтров является важной характеристикой синтезатора.
- Ring-модулятор позволяет модулировать исходный сигнал другим сигналом с определённой (фиксированной или плавающей) частотой, за счёт чего происходит существенное обогащение гармониками. Иногда название Ring («звонок») связывают с тем, что данный узел часто служит для получения «колоколоподобного» звучания инструмента. Однако, в действительности, название Ring Modulator, переводимое как Кольцевой модулятор происходит от особенностей электрической схемы данного устройства, и с колоколами не связано.
- Генератор низких частот (англ. Low Frequency Oscillator) применяется для периодического изменения определённых параметров звучания, например высоты, громкости, частоты срезания фильтра и т. д. В случае циклического изменения громкости создаётся эффект тремоло, изменение высоты создаёт эффект вибрато, периодическая смена частоты срезания фильтра называется эффектом «вау» (wah-wah).
- Обработка эффектами используется для окончательной доводки звучания. Современные синтезаторы обычно оснащаются достаточно большим количеством эффект-процессоров (например, Korg Karma — 8 процессоров, Roland Fantom — 6 процессоров и т. д.). Процессоры работают независимо друг от друга, хотя при желании их можно объединять в последовательные цепи. Современные эффект-процессоры реализуют большое количество пространственных (реверберация, задержка, эхо), модуляционных (фленжер, хорус, фазер) и иных (переусиление, сдвиг частоты, обогащение гармониками) алгоритмов эффектов. Наиболее продвинутые модели обладают средствами для управления параметрами эффектов от регуляторов реального времени, огибающих, LFO и т. д.

## История
Идея синтеза звука, — то есть получение сложного звука, состоящего из основного (тона) и дополнительных к нему (обертонов), — зародилась задолго до открытия электричества. Уже в регистрах обычного орга́на использовался так называемый «микстурный регистр», в котором одна труба давала основной тон, а несколько дополнительных трубочек добавляли к нему обертоны. Это и был синтез, — составление звука из нескольких компонентов, — но ещё не электрический.

Возможность генерировать синтетический звук в специальных студиях с помощью специальной аппаратуры уверенно предсказал в книге «Новая Атлантида» (1627) английский философ XVII века Фрэнсис Бэкон: 
Есть у нас Дома Звука для опытов со всевозможными звуками и получения их. Нам известны неведомые вам гармонии, создаваемые четвертями тонов и ещё меньшими интервалами, и различные музыкальные инструменты, также вам неизвестные и зачастую звучащие более приятно, чем любой из ваших; есть у нас колокола и колокольчики с самым приятным звуком. Слабый звук мы умеем делать сильным и густым, а густой — ослабленным или пронзительным; и можем заставить дрожать и тремолировать звук, который зарождается цельным. Мы воспроизводим все звуки речи и голоса всех птиц и зверей. Есть у нас приборы, которые, будучи приложены к уху, весьма улучшают слух. Есть также различные диковинные искусственные эхо, которые повторяют звук многократно и как бы отбрасывают его, или же повторяют его громче, чем он был издан, выше или ниже тоном; а то ещё заменяющие один звук другим. Нам известны также способы передавать звуки по трубам различных форм и на разные расстояния.
В 50-е годы XIX века немецкий учёный Герман Гельмгольц впервые провёл опыты со звуком и электричеством, приспосабливая электромагнитные возбудители к камертонам. В опытах Гельмгольц использовал камертоны разных размеров и получал звуки, звучащие гораздо приятнее — из-за богатства обертонов, порождаемых электрическими колебаниями.
В 1876 году американский инженер Элиша Грей (создатель телефона) продемонстрировал так называемый «музыкальный телеграф» — обычный телеграф, наборные клавиши которого были подключены к динамикам, настроены на две октавы и при нажатии издавали «мелодию набора сообщения». Этот аппарат, созданный как концепт-макет в сфере связи и практического значения не имевший, называют первым принципиальным прототипом современных электрических синтезаторов.

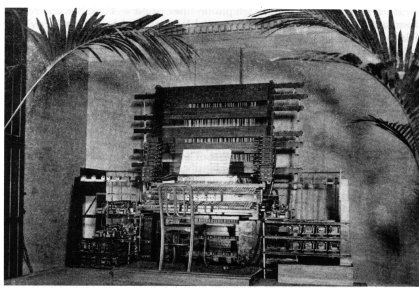
Телармониум Кэхилла, 1897

Первый уже исключительно музыкальный электрический синтезатор создал в 1897 году американский изобретатель Тадеуш Кэхилл из Айовы. Инструмент, имитировавший обычный церковный орга́н, подключался к 145 динамо-машинам и весил около двухсот тонн, — для его перевозки в Нью-Йорк, где Кэхилл организовал показательные концерты, понадобилось 30 грузовых вагонов. Инструмент задумывался как приложение к телефонным станциям, дававшее абонентам возможность слушать органную музыку по телефону и поэтому получил название «Телармониум» (телефон+филармония). Однако оказалось, что телармониум генерирует серьёзные помехи в телефонной сети, а желающих слушать Баха по телефону не так уж и много, — было изготовлено всего три экземпляра, самый простой из которых весил всё же 7 тонн. Вынужденная громоздкость электрических музыкальных синтезаторов и, как следствие, их астрономическая цена оставались серьёзными препятствиями к их развитию вплоть до эпохи транзисторов.
Первый музыкальный синтезатор, «получивший заслуженное признание и практическое применение во всём мире», изобрёл в 1920 году двадцатичетырёхлетний русский физик Лев Терме́н. Изобретение в его честь назвали «Терменвокс» (лат. «Голос Термена»). Инструмент представлял собой уже довольно простую и вполне мобильную конструкцию; звук управлялся движением рук в зоне чувствительности специальных антенн, — это единственный музыкальный инструмент, на котором играют, даже не касаясь его. Технически вполне успешный, терменвокс оказался довольно сложным в управлении, требующим выдающихся слуховых данных и немалой сноровки. Помимо этого звук выходил весьма специфичным, своеобразным, — хотя именно за этот звук инструмент ценился и продолжает цениться музыкантами.
Изобретение терменвокса не остановило поиски других, более оптимальных, форм электрического звукоизвлечения. В 1920—30-е годы появлялись всё новые и новые синтезаторы — «Виолена» В. А. Гурова (1922), «Ильстон» композитора И. Г. Ильясова (1920-е), «Волны Мартено» французского учителя М. Мартено (1928), электроорган французских изобретателей Эдуарда Е. Купле и Ж. А. Живле (демонстрировался на Всемирной выставке в 1929 году), «Сонар» Н. С. Ананьева (1929), «Траутониум» немецкого инженера Ф. Траутвейна (1930), «Вариофон» искусствоведа Е. А. Шолпо (1931), «Экводин» А. А. Володина (1932), американский «Электроорган Хаммонда» (1934), «Эмиритон» А. В. Римского-Корсакова (1935), «АНС» Е. А. Мурзина (назван в честь А. Н. Скрябина, 1938; первая рабочая модель закончена в 1958). Каждый из этих синтезаторов имел свои достоинства и недостатки; какие-то экземпляры не покидали лабораторий, другие исчезали после выставок, третьи находили ограниченное использование в концертах экспериментальной музыки, в стремительно развивавшихся кино- и радиостудиях; но только орган Хаммонда имел бесспорный коммерческий успех и стал производиться серийно, развиваясь во всё более и более приемлемый по цене и качествам инструмент — его использовали в церкви, в джазе (например, у Джимми Смита) и в других разновидностях неакадемической музыки (например, у «The Beatles», «Deep Purple» и «Yes»).
После войны эпохальные открытия в области радиоэлектронных технологий позволили постепенно решить проблему габаритов и цены музыкальных синтезаторов. Если очередной революционный синтезатор «Mark I», выпущенный в 1955 году, стоил $175 000, то в следующем поколении этих инструментов, — отцом которого в 1964 году стал американский бакалавр в области электротехники Роберт Муг, — хороший синтезатор стоил уже $7000, а в 1970 появился и его революционный синтезатор «Minimoog» — всего за $1500. В каком-то смысле «Minimoog» предопределил моду на электронные клавишные в начале 1980-х, и возникновение музыки так называемой «Новой волны».
В 1980-х годах развитием синтезаторов стали ромплеры — уже без генераторов, воспроизводящие заранее записанные семплы. Одновременно с ними популярность завоевали чисто цифровые FM-синтезаторы фирм Yamaha (серия DX — например Yamaha Dx7) и Casio (серия CZ).
В 1990-х стали набирать всё большую популярность универсальные цифровые синтезаторы с возможностью моделировать тот или другой тип синтеза: виртуальные аналоговые синтезаторы — Clavia Nord Lead и Modular, Access Virus, Waldorf Microwave; FM-синтезаторы — Yamaha FS1r; синтезаторы физического моделирования звука — Korg Prophecy и др.
Начиная с середины 2000-х годов, на рынок активно стали возвращаться производители аналоговых синтезаторов, причём как фирмы занимавшиеся этим начиная с 1960-70-х годов, так и новые производители. Кроме того, всё большую популярность стали приобретать модульные синтезаторы, постепенно вбиравшие в себя весь опыт как из аналогового мира, так и из цифрового.

### Синтезаторы СССР

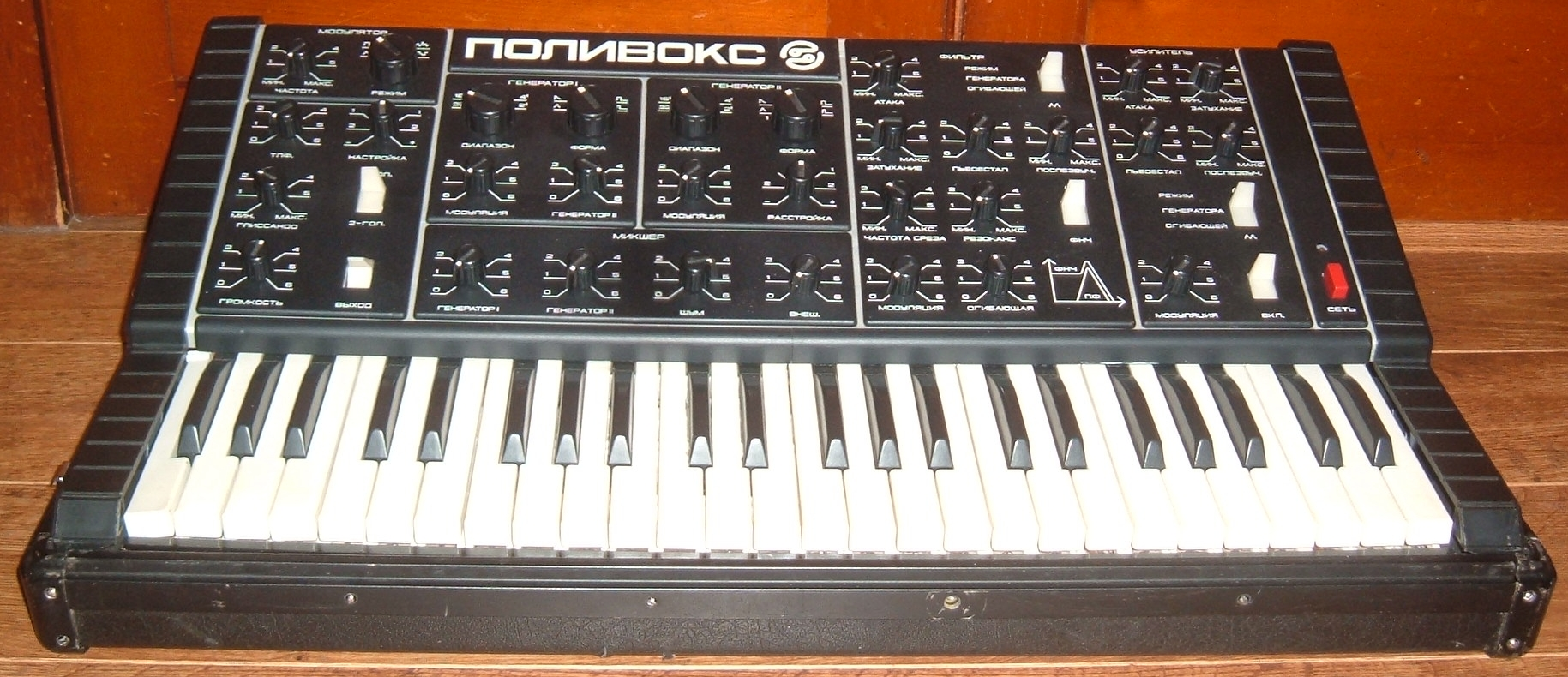
Советский аналоговый синтезатор «Поливокс»

В советское время многие музыканты начинали играть на отечественных (советских) синтезаторах. Самыми популярными были Аэлита, Перле, Алиса, Юность, Форманта, Лель, Поливокс.

### Синтезаторы в России
Начиная с 2000-х годов в России начала развиваться сцена DIY-синтезаторов, её наиболее интересные представители: Эдуар Срапиунов, ::vtol:: (Дмитрий Морозов). Несмотря на кустарный подход, многие из аппаратов произведённых подобными экспериментаторами выпускались серийно и являются предметом активного коллекционирования как отечественных, так и западных музыкантов. Начиная с 2010-х годов ряд энтузиастов начинает производить ограниченные тиражи коммерческих аппаратов. Например московская компания VG-line начала производство реплики советского синтезатора Ритм-2. Кроме того, эта же компания осуществляет серийное производство аппаратов изобретённых сторонними инженерами, например устройства Влада Креймера под брендом SOMA, модули в формате «BUCHLA» изобретателя Александра Пленингера и др.

## Художественное применение
В СССР композиторы использовали синтезаторы начиная с конца 1950-х годов. В академической музыке применение синтезаторов носило характер эксперимента. Так, для АНСа писали «авангардисты» А. Шнитке («Поток»), С. Губайдулина, Э. Денисов и др.
Синтезаторы широко применялись в советской киномузыке, обычно для создания фантастических и реальных образов, как в фильмах «Человек-амфибия» (1961, композитор А. Петров) и «Барьер неизвестности» (1961, композитор М. Вайнберг), но также и в эмоционально нейтральном контексте как в фильме «Время летних отпусков» (1960, композитор А. Эшпай). Особенно широко в своей киномузыке 1960-х и 1970-х гг. пользовался синтезаторами А. Зацепин, используя инструмент в разном эмоциональном контексте, в том числе, и как юмористическую краску (испуг Горбункова в фильме «Бриллиантовая рука», 1968).